# Virgil Grimmich
Virgil Grimmich OSB (* 13. November 1861 in Kaaden in Böhmen als Franz Grimmich; † 13. August 1903 in Grünau bei Gmunden, Oberösterreich) war ein böhmisch-österreichischer Philosoph, Theologe und Hochschullehrer.

## Leben
Grimmich wurde 1861 im böhmischen Kaaden als Sohn des Bürgers und Töpfermeisters Franz Grimmich und dessen aus Brunnersdorf stammenden Ehefrau Theresia geb. Jakl geboren. Im Alter von 19 Jahren trat er in das Benediktinerstift Kremsmünster ein und am 18. August 1880 eingekleidet. Nach Absolvierung der theologischen Studien wurde Grimmich am 19. Juli 1885 zum Priester geweiht. Bis 1886 wirkte er als Kooperator in Weißkirchen. Durch den Abt seines Klosters wurde er für die Professur bestimmt. Von 1886 bis 1888 studierte Virgil Grimmich an der Akademie des hl. Thomas in Rom, wo er 1888 zum Doktor der Philosophie promoviert wurde. Abt Leonard Achleuthner entsandte ihn anschließend in das Chorherrenstift St. Florian, wo er bis 1897 in der dazugehörigen Lehranstalt Philosophie und Bibelstudien lehrte.
Ostern 1897 nahm er den Ruf als außerordentlicher Professor für Philosophie und Pädagogik an die Universität Wien an. Dort wurde Virgil Grimmich 1899 zum Doktor der Theologie promoviert. Ostern 1901 ging er nach Prag, wohin er an der dortigen Universität als ordentlicher Professor für Moraltheologie berufen wurde. 1901 bis 1902 war er Dekan, 1902 bis 1903 Prodekan. Für das Studienjahr 1903/1904 wurde er als Rektor der Universität gewählt. Virgil Grimmich verstarb kurz nach der Wahl in der Nähe des Almsees überraschend infolge eines Herzschlags. Er wurde am 10. August unter großer Anteilnahme in Kremsmünster beerdigt.